# Catello Amarante (Ruderer, 1979)
Catello Amarante (* 15. August 1979 in Castellammare di Stabia) ist ein ehemaliger italienischer Leichtgewichts-Ruderer.

## Sportliche Karriere
Amarante gewann bei den inoffiziellen U23-Weltmeisterschaften 1998 den Titel im Leichtgewichts-Vierer mit Steuermann. Im gleichen Jahr trat er mit Carlo Gaddi bei den Weltmeisterschaften in der Erwachsenenklasse an und gewann die Silbermedaille im Leichtgewichts-Zweier ohne Steuermann. 1999 wechselte Amarante in die olympische Bootsklasse Leichtgewichts-Vierer ohne Steuermann. Bei den Weltmeisterschaften 1999, bei den Olympischen Spielen 2000 in Sydney und bei den Weltmeisterschaften 2001 verpasste er jeweils mit dem vierten Platz die Medaillenränge.
Erst bei den Weltmeisterschaften 2002 gewann er mit dem Vierer in der Besetzung Lorenzo Bertini, Catello Amarante, Salvatore Amitrano und Bruno Mascarenhas die Silbermedaille hinter den Dänen. Im Jahr darauf siegten bei den Weltmeisterschaften 2003 die Dänen vor den Niederländern, die vier Italiener ruderten als Dritte ins Ziel. Ebenfalls Bronze gewannen der italienische Vierer bei den Olympischen Spielen 2004 in Athen, diesmal hinter den Dänen und den Australiern.
2005 wechselten Amarante und Amitrano in den Leichtgewichts-Zweier ohne Steuermann. Auch in dieser Bootsklasse gewannen bei den Weltmeisterschaften 2005 Dänen den Titel, hinter dem chilenischen Zweier erkämpften die Italiener Bronze. 2006 kehrte Amarante in den Vierer zurück und belegte den vierten Platz bei den Weltmeisterschaften. 2007 kehrte auch Amitrano in den Vierer zurück, der bei den Weltmeisterschaften 2007 Bronze zusammen mit Jiri Vlcek und Bruno Mascarenhas gewann. Die britischen Weltmeister und die französischen Vizeweltmeister traten bei den Europameisterschaften 2007 nicht an, der italienische Vierer gewann den Titel vor den Serben. Nach einem siebten Platz bei den Olympischen Spielen 2008 belegte Amarante bei den Weltmeisterschaften 2009 im Vierer den fünften Platz. Zum Abschluss seiner Karriere trat Amarante bei den Weltmeisterschaften 2011 mit dem Leichtgewichts-Achter an und gewann die Silbermedaille.